# Sapientia-universiteit
Sapientia – Hongaarse Universiteit van Transsylvanië  is een instelling voor hoger onderwijs in Roemenië. Alle vakken worden onderwezen in het Hongaars, de belangrijkste minderheidstaal in Roemenië als geheel en Transsylvanië in het bijzonder.
De hoofdvestiging is te vinden in Cluj-Napoca (Hongaars: Kolozsvár) en verder zijn er in Miercurea Ciuc en Târgu Mureș belangrijke onderdelen van de universiteit gevestigd.

## Geschiedenis
De universiteit is in 2001 opgericht met gelden van de Hongaarse overheid en wordt gefinancierd door de stichting Sapientia. Deze stichting ontvangt haar middelen van de vier historische kerkgenootschappen van de Hongaarse gemeenschap in Transsylvanië: de Rooms Katholieke kerk, de Hongaars Gereformeerde Kerk, de Unitarische Kerk en de Evangelische Lutherse Kerk.
De oprichting van de universiteit volgde op de gevoelde vraag naar een breder studie-aanbod voor Hongaren in Roemenië. Van de 25.000 Hongaarse studentengemeenschap in Roemenië gaat maar een derde naar het Hongaarstalig onderwijs.
De universiteit is geaccrediteerd volgens de Roemeense wet 58/2012.

## Faculteiten
De Sapientia-universiteit kent 3 faculteiten en een departement.
- Faculty of Economics, Socio-Human Sciences and Engineering, in Miercurea Ciuc
- Faculty of Sciences and Arts, in Cluj-Napoca
- Faculty of Technical and Human Sciences, in Târgu Mureș

Het departement voor Wetenschappelijk onderzoek is eveneens gevestigd in Cluj-Napoca